# 岩泉純木家具
岩泉純木家具有限会社（いわいずみじゅんぼくかぐ）は、岩手県下閉伊郡岩泉町に本拠を置く家具製造販売業者。

## 解説
製材所で働いていた創業者が、樹齢の古い大木が細切れにされていくことに疑問を持ち、数百年生きてきた大木を長く使い続けそのままの姿を後世に伝えたいとの思いから、1975年10月に創業。「300年生きてきた木は300年使える家具に」をモットーに、岩泉町を中心とする岩手県内で産出されたセン・クリ・クルミなどの広葉樹材を使用した家具を手作業で製造していた。製造にあたっては流れ作業ではなく、材木の切り出しから組み立てまで1人の職人が一貫して担当する方式であった。また家具メーカーとしては珍しく、材木の調達から製造・販売までをすべて自社のみで行っていた。自社企画による製品に加え、顧客からの注文を受けて製造するオーダーメイド家具も扱っていた。
岩泉町内の本社や盛岡市の直営店舗などでの販売のほか、首都圏や岩手県内、仙台市などの百貨店にも出店し、ピーク期の1999年には1億8000万円の売上があったが、その後2008年のリーマンショックの影響で受注が低迷。2016年の台風10号で被災したのに加え、資材価格の高騰で経営が悪化し、2024年12月に事業を停止し閉業した。

## 沿革
出典は特記ない限り公式サイト「会社沿革」より。
- 1975年10月1日：設立。
- 1978年：京王百貨店新宿店と取引開始（1998年まで）。
- 1980年：盛岡市材木町にショールーム開設。
- 1983年：京王百貨店に常設コーナー開設。
- 1988年：髙島屋日本橋店と取引開始（1995年まで）。
- 1990年：株式会社のるすくと取引開始（後のnoen、2009年にnoen閉店）。
- 1997年：三越仙台店と取引開始（2000年まで）。
- 2000年：家具屋いだと取引開始。
- 2002年：純木家具西岡と取引開始（2011年まで）。
- 2004年：千葉大学との合同開発企画を開催（2007年まで）。
- 2008年：盛岡ショールーム移転、店名をギャラリー純木家具と改称。
- 2011年：北上市のさくら野百貨店北上店に直営の売り場を開設。
- 2016年8月：台風10号で工房浸水・材木流失などの被害を受け、同年末まで操業停止[6]。
- 2018年：さくら野百貨店北上店が閉店[7]。
- 2024年12月23日：事業を停止[3][4]。
- 2025年1月22日：破産手続開始決定[8]。